# 에어컨

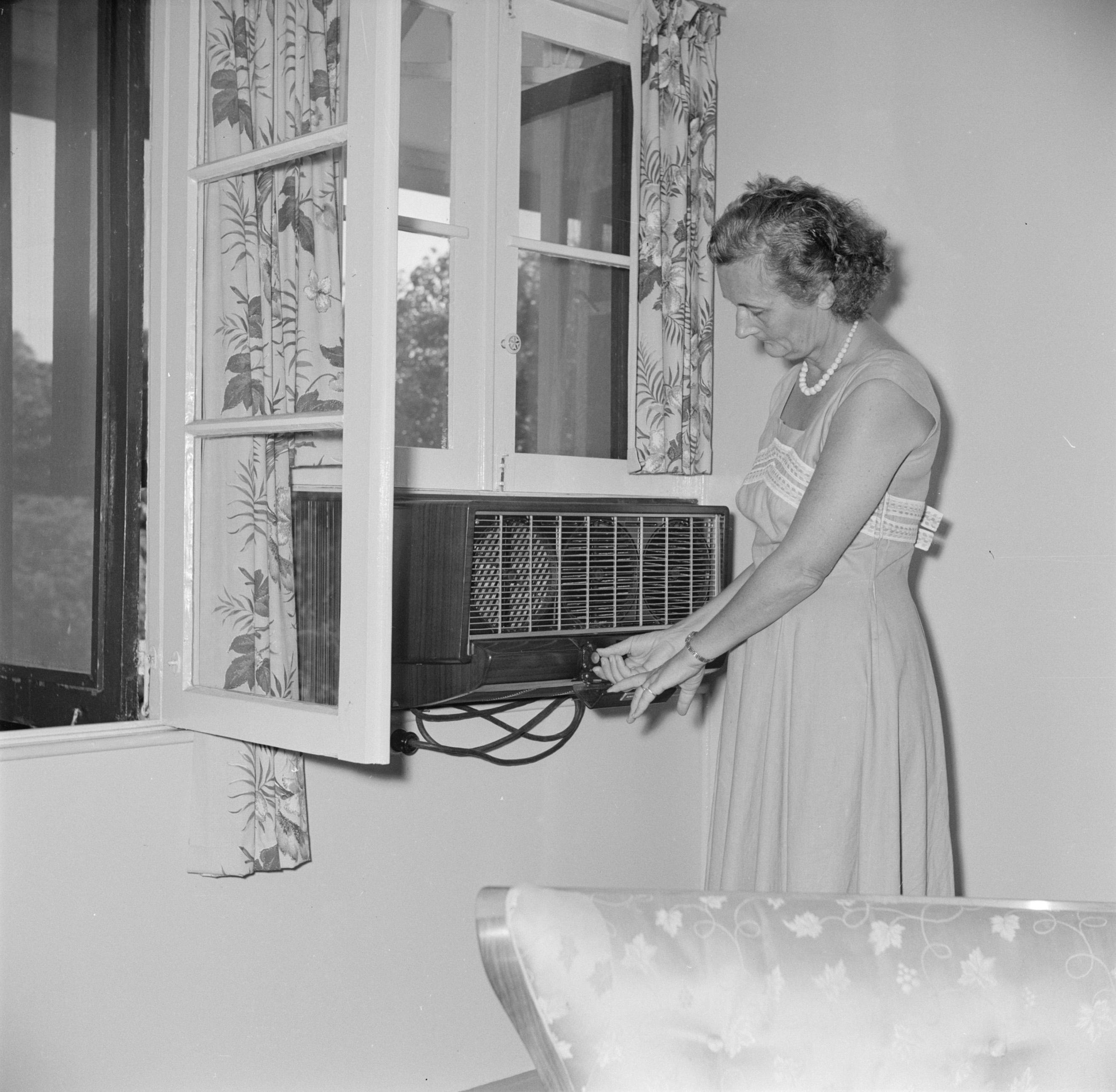
싱글룸용 창문형 에어컨

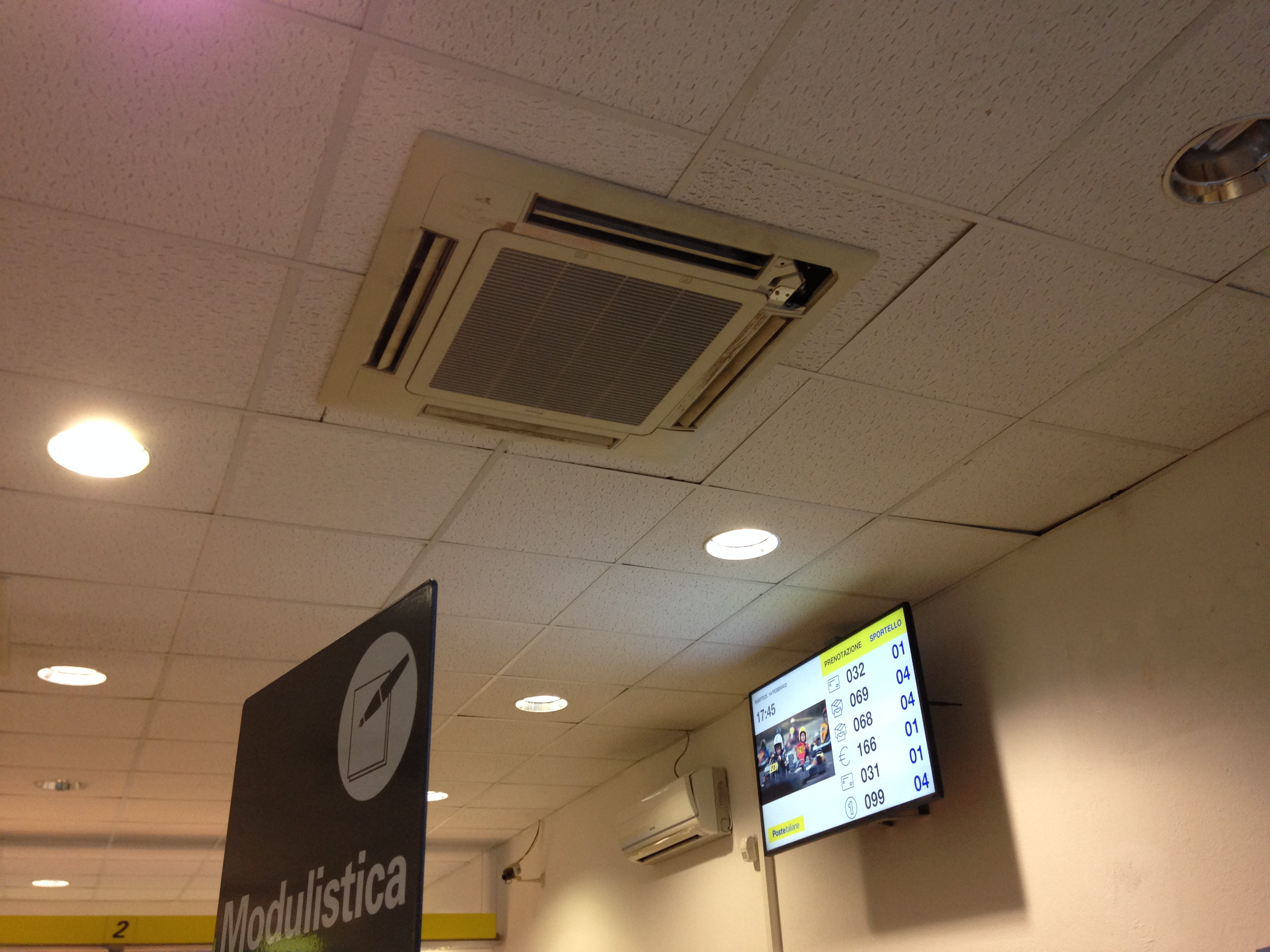
천장 장착형 카세트 에어컨 및 배경 벽 장착형 에어컨

공기조화기 또는 에어컨(영어: air conditioner, 문화어: 랭풍기)은 냉각 순환을 사용하여 특정 지역으로부터 열을 끌어내거나, 습도를 조절하는 기기나 가전제품을 말한다. 또한 구조적으로 완전한 난방, 공기 냉각, 환풍 시스템은 HVAC라고 부른다. 에어컨은 차량이나 가정에서 덥거나 추운 날씨에 실내 공기의 온도 습도를 조절하고 쾌적함을 제공하는 것이 설치 목적이다.
보통 증기 압축 냉동을 사용하는 에어컨은 차량이나 1인실 안에 사용되는 작은 크기에서부터 대형 건물을 냉각할 수 있는 육중한 크기에 이르기까지 크기가 다양하다.

## 역사
공기 조화의 역사는 선사시대까지 거슬러 올라간다. 공기 흐름을 촉진하기 위해 두 벽 사이에 틈이 있는 이중 벽으로 된 거주 공간은 현대 시리아의 고대 도시 하무카르에서 발견되었다. 고대 이집트 건물 역시 다양한 수동형 냉방 기술을 사용했다. 이는 이베리아반도에서 북아프리카, 중동, 인도 북부를 거쳐 널리 퍼졌다.
수동식 기술은 20세기에 유행이 쇠퇴하고 전동식 공기 조화로 대체될 때까지 널리 퍼져 있었다. 전통적인 건물에 대한 공학적 연구에서 얻은 정보를 사용하여 수동식 기술이 21세기 건축 설계에 맞게 부활하고 수정되고 있다.
에어컨을 사용하면 건물의 실내 환경이 외부 기상 조건 및 내부 열 부하의 변화에 크게 영향을 받지 않고 상대적으로 일정하게 유지된다. 또한 심층적인 건물을 만들 수 있게 하고 사람들이 세계의 더 더운 지역에서 편안하게 살 수 있게 해 주었지만 이제는 높은 전력 소비와 대도시 주변 환경의 온난화로 인해 기후 변화에 크게 기여한다는 비판을 받고 있다.

### 세계의 에어컨 도입 역사
1758년 영국에서 벤자민 프랭클린과 케임브리지 대학의 화학 교수인 존 해들리는 증발 원리를 개발하여, 물체를 빠르게 냉각하는 실험을 수행하였다가, 1902년 미국 뉴욕주에서 윌리스 캐리어에 의해 최초의 현대적인 전기 에어컨이 발명되었다.

### 대한민국의 에어컨 도입 역사
1968년 금성사(현재 LG전자)가 만든 텔레비전 크기의 창문형 에어컨 GA-111, 1979년 벽걸이 에어컨 GA-100SP, 1983년 스탠드 에어컨 GA-025을 등장하여, 2010년대 인공지능 에어컨이 출시되었다.

## 동작 방식
에어컨은 실내의 공기조건을 조절하는 것으로서 공기의 냉각(가열하는 것도 있다), 제습(除濕)·제진(除塵)·흡배기(吸排氣) 등을 행한다. 에어 컨디셔너의 냉각장치는 전기냉장고와 거의 비슷하나 압축기의 모터가 훨씬 크다. 공기의 흡인(吸引)은 시로코 팬(sirocco fan)에 의하며, 이 팬의 전면에는 에어 필터(air filter)가 있어서 공기 속의 먼지를 제거한다. 먼지가 제거된 공기는 냉동장치인 냉동기의 틈새를 통과하는 동안에 냉각되고, 이 때 공기중의 수분은 노점(露點) 이하가 되기 때문에 응결하여 물방울로 되어 제거된다. 이 수분은 프로펠러팬에 의해 쿨러의 뒷면으로 날려가서 바깥으로 증발된다. 응축기(실외기)의 냉각은 팬에 의한 윈도(window)형과 냉각수(우물물을 사용한다)에 의한 플로어(flour)형이 있다.

### 냉각 순환
냉각 순환에서 열 펌프는 저온의 열을 고온의 히트싱크로 전달한다. 열은 자연스레 반대 방향으로 흐른다. 이는 공기 조화 기능의 가장 일반적인 형태이다. 냉장고도 펌프가 방 내부에서 바깥으로 열을 뿜어냄으로써 이와 같은 방식으로 동작한다.
냉방은 여름철에 달구어진 노면에 물을 뿌려 액상의 물을 기화시켜 지면의 열을 흡수하는 것과 같이 물질이 상변화를 일으킬 때 열에너지를 흡수, 방출하는 원리를 응용한 것이다.
냉동기는 압축기를 통해 고온, 고압으로 압축시킨 냉매를 응축기를 통해 액화시킨 후 팽창밸브를 통해 분사시킨다. 분사된 고압의 냉매는 압력 감소로 인해 부피가 증가하게 되고 이때 증발기에 공기를 접촉시켜 냉매와 열교환한다. 공기의 열을 흡수한 냉매는 다시 기화되며 압축기로 이동하고 압축된다.
한편 열을 빼앗긴 공기는 덕트나 디퓨저를 통해 공급처에 공급된다.
가장 흔한 냉각 순환은 전동기를 사용하여 공기 압축기를 움직이는 것이다. 자동차에서 압축기는 도르래 위의 벨트로 움직이며 이 벨트는 엔진의 크랭크축으로 움직인다. 자동차이든 집이든 모두 전자 팬 모터를 사용하여 공기를 순환시킨다. 열이 흡수될 때 증발이 일어나고 열이 빠져나갈 때 응결이 일어나므로 에어컨은 압축기를 사용하여 증발과 응결 사이의 기압 변화를 일으키며 냉각제를 응축하고 퍼낸다.

### 습도
공기 조화의 냉각 장비는 보통 시스템을 통해 공기의 습도를 줄인다. 상대적으로 차가운 증발기 코일은 처리된 공기로부터 수증기를 응축한다. 이로써 물을 빠지게 하여 냉각된 공간으로부터 수증기를 없애고 상대 습도를 낮춘다. 인간은 피부의 발한 작용을 통해 자연스럽게 땀을 흘리기 때문에 더 건조한 공기가 편안함을 제공한다. 편안하게 만들어 주는 에어컨은 정해진 공간에서 40~60%의 상대 습도를 만들 수 있어야 한다.
일부 에어컨 장치는 냉각을 하지 않고 공기를 건조시킨다. 일반적인 에어컨과 비슷하게 동작하지만 열 교환기가 공기를 받아들이는 구멍과 공기가 빠지는 구멍 사이에 위치한다는 점이 다르다.

### 냉각제
프레온은 듀폰을 비롯한 회사가 제조하는 할로알케인 냉각제의 상품 이름이다. 이 냉각제는 그 특성이 매우 안정적이므로 흔히 쓰이게 되었다. 안타깝게도 이러한 클로르 배출 냉각제가 빠져나갈 때 상층 대기에 도달한다는 증거가 많다.

## 보급
전 세계에서 에어콘 보급율이 80%의 웃돌았다.

## 제조 판매 업체

### 대한민국
- LG전자(휘센), 삼성전자, 위니아대우, 파세코

### 일본
- 미쓰비시 전기, 샤프, 도시바, 소니, 후나이 전기, JVC, 파나소닉, 후지전기

### 해외
- 캐리어(미국), 격력 전기(중화인민공화국), 하이센스(중화인민공화국)

## 같이 보기
- 공기 필터
- 에너지
- 열펌프(냉난방 장치)
- 공기 조화 설비
- 재생 가능 에너지
- 냉각
- 증발식 냉각기
- 부채
- 선풍기
- 죽부인
- 히터
- 냉매